# Kopnięcie frontalne
Kopnięcie frontalne (ang. front kick, jap. mae-geri) – kopnięcie do przodu wykonywane z biodrami zwróconymi w kierunku ataku, poprzez wyprost w kolanie; zadawane zwykle częścią podeszwy stopy. Może być wykonane nogą wykroczną lub zakroczną. Powierzchnia uderzająca może się różnić podług typu techniki: uderzenie poduszką stopy, piętą (stopa w zgięciu grzbietowym) lub grzbietem stopy.
Współistnieją trzy zasady uderzania:
- efekt uderzeniowy,
- efekt przenikający,
- efekt popchnięcia.

Zbliżenie się do celu może być wykonane na różne sposoby: krokiem marszowym, krokiem odstawnym, zerwaniem się z miejsca, skokiem itd.
Formy wykonania mogą się różnić:
- "smagnięcie" za pomocą kolana,
- "wtłoczenie" biodrem i kolanem,
- "zastopowanie" począwszy od biodra.

Różnymi typami tej techniki są:
- Kopnięcie proste w postaci zwanej "smagnięciem". Powierzchnia uderzająca opisuje łuk kołowy od dołu ku górze, a kolano stanowi oś obrotu. Zgięcie kolana poprzedza uderzenie i najczęściej łączy się z podniesieniem się kolana. Kopnięcie to wykonuje się z ideą uderzenia ku górze.
- Kopnięcie proste w postaci zwanej "wtłoczeniem". Powierzchnia uderzająca idzie po jak najprostszej linii ku celowi.
- Kopnięcie proste w sposób "odpychający" ("ustawić i popchnąć"). Powierzchnia uderzająca jest przede wszystkim ustawiona na cel, potem za pomocą wyprostu kolana odpycha się przeciwnika.
- Kopnięcie proste w postaci zwanej "stopującą". Tego sposobu się używa przy "zastopowaniu". Kończyna jest wyrzucona ku górze, potem nogę się ustawia na  cel, co blokuje posuwanie się naprzód przeciwnika lub zatrzymuje broń przeciwnika na jej trajektorii.

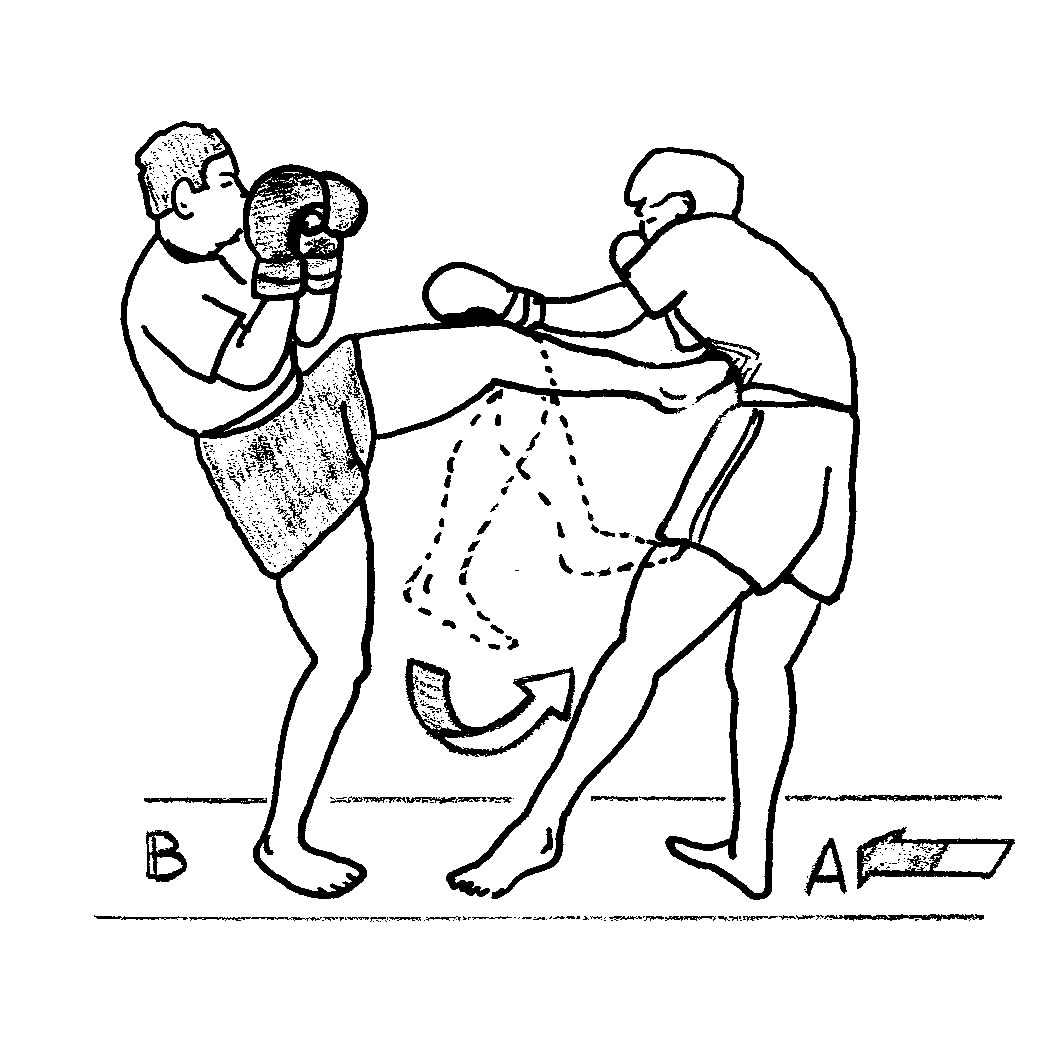
Postać kopnięcia zwana "smagnięciem"
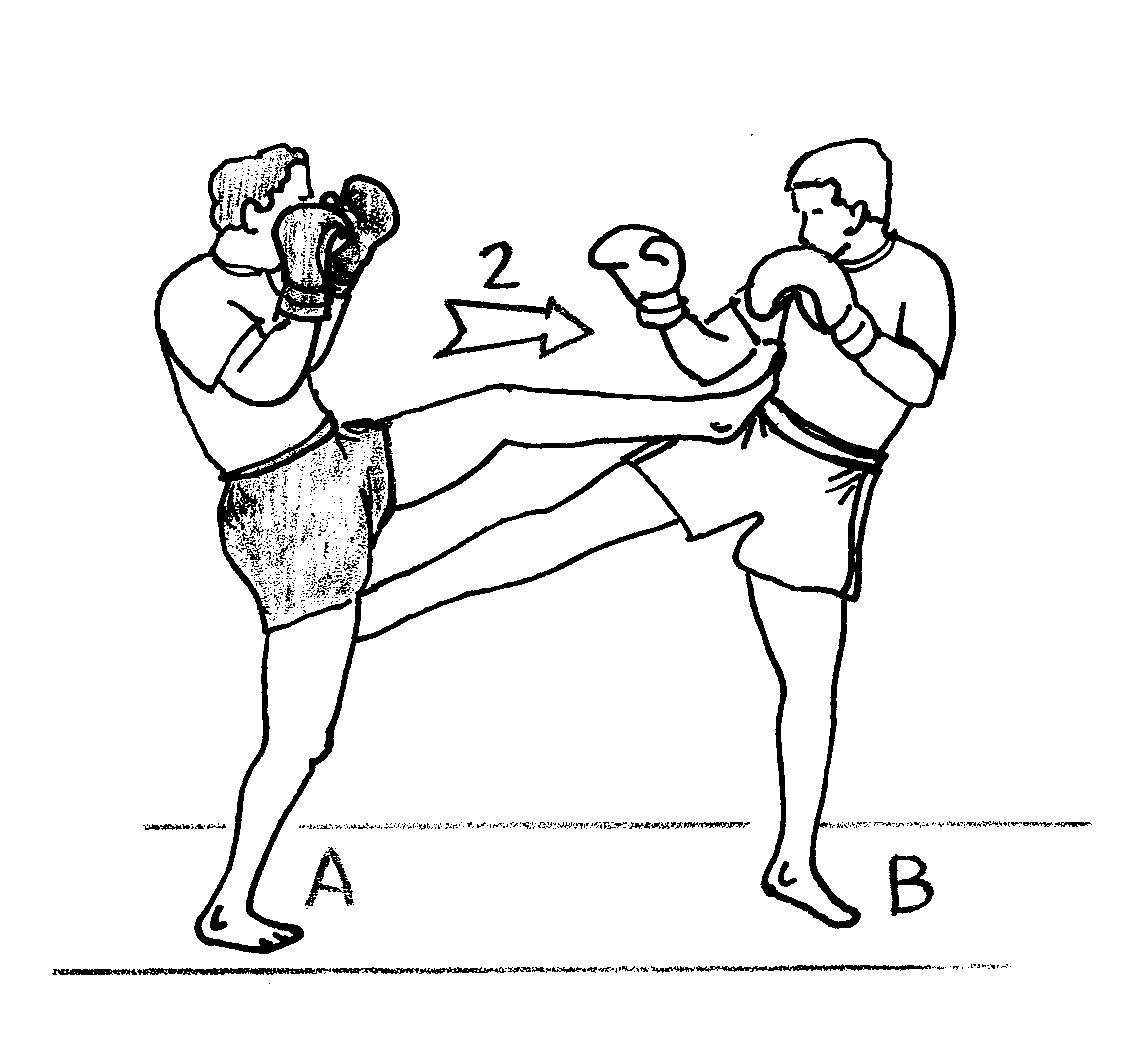
Postać kopnięcia zwana "wtłoczeniem"
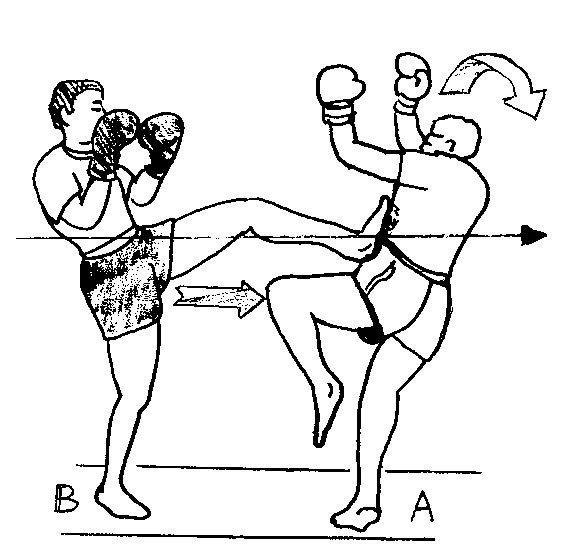
Sposób zwany "odpychającym"
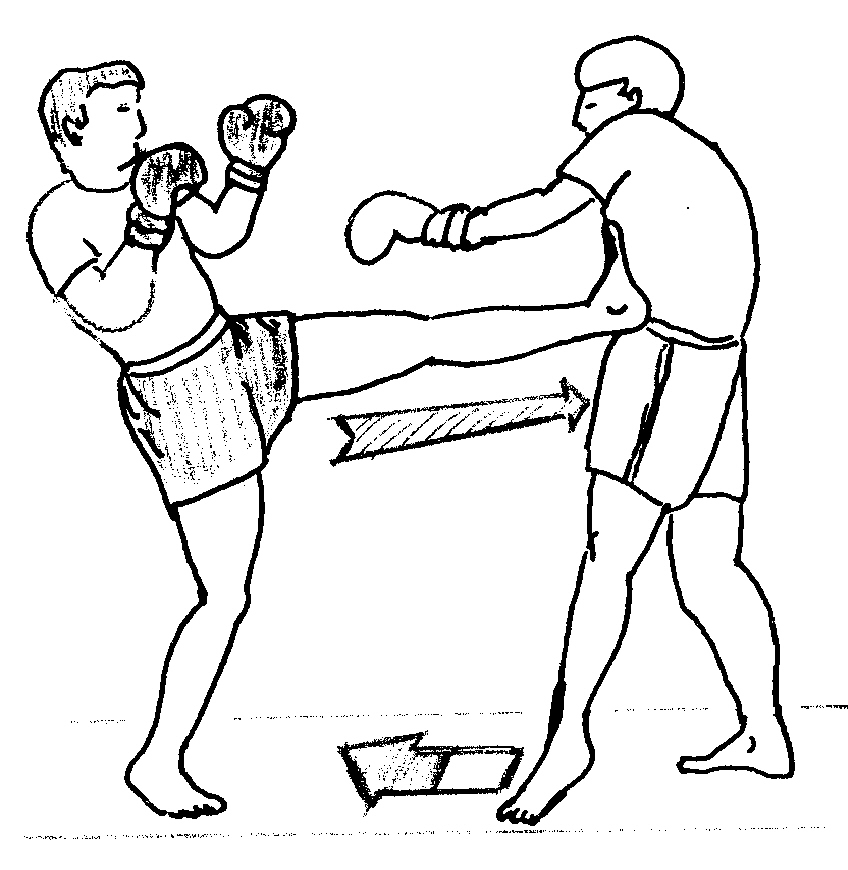
Postać kopnięcia zwana "stopującą"
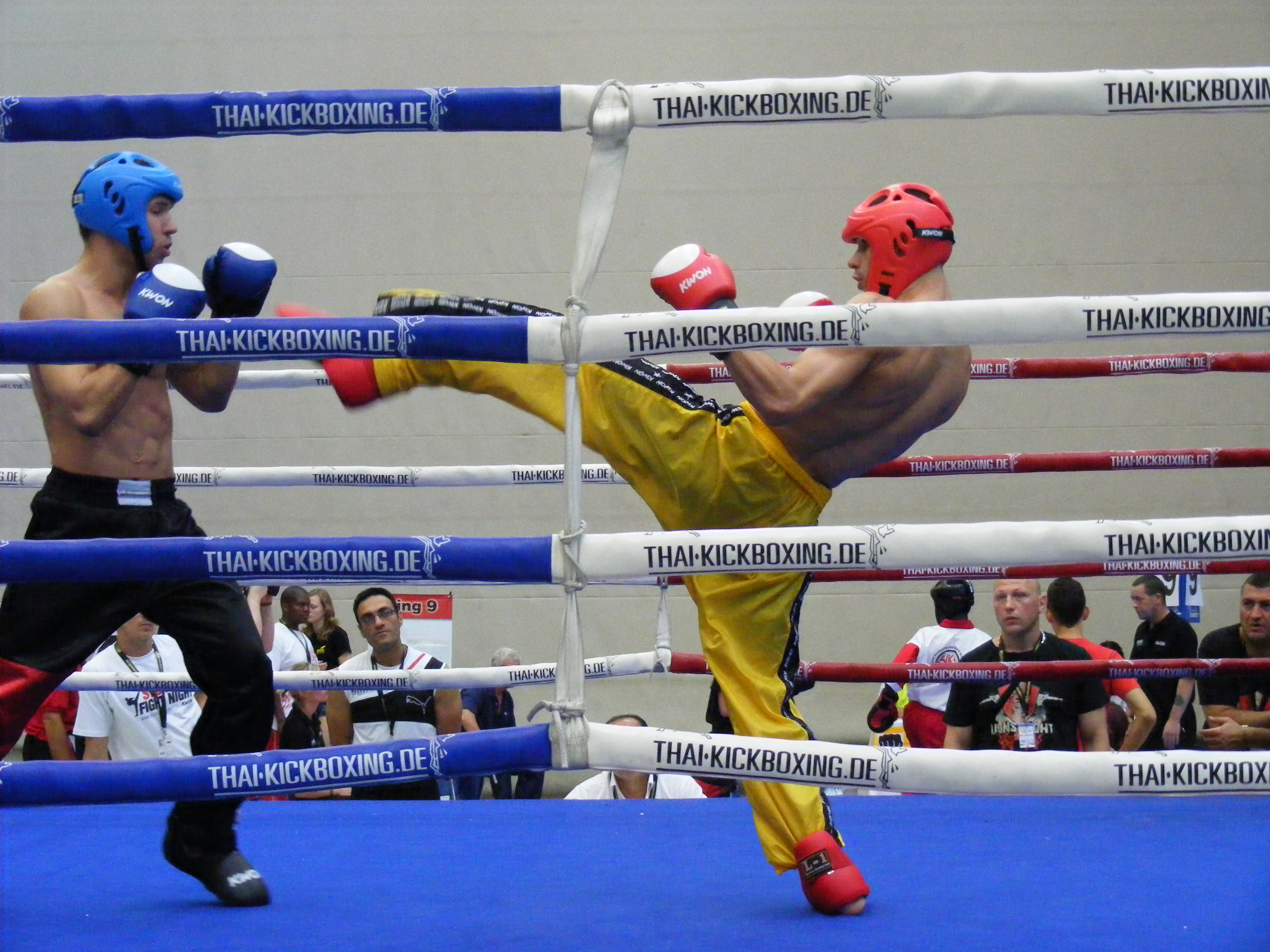
Kopnięcie frontalne